# Марраш, Франсис
Франсис бин Фатхалла бин Насралла Марра́ш (араб. فرنسيس بن فتح الله بن نصر الله مرّاش‎; 1835 или 1836 или 1837 — 1873 или 1874), также известный как Франсис аль-Марраш или Франсис Марраш аль-Ха́лаби, — османский сирийский поэт, представитель течения Нахда, а также врач, философ и религиовед, брат Абдаллы Марраша и Марьяны Марраш. Большинство его работ касаются науки, истории и религии, анализируемых в эпистемологическом ключе.
Происходил из богатой купеческой мелькитской семьи (исповедовавшей православное христианство). В детстве тяжело переболел корью, в результате чего имел очень слабое здоровье и плохое зрение. В юности он много путешествовал по Ближнему Востоку и Франции, и после получения медицинского образования и года врачебной практики в его родном городе Алеппо, в течение которого он написал несколько работ, он поступил в медицинскую школу в Париже; тем не менее ухудшение здоровья и прогрессирующая слепота заставили его вернуться в Алеппо, где он, будучи уже полностью слепым, создал и задиктовал большую часть своих литературных произведений до момента своей ранней смерти.
Ближневосточный историк Матти Муса считает Марраша первым «универсальным» арабским интеллектуалом и писателем современности. Марраш поддерживал идеи Великой Французской революции и защищал их в своих произведениях, косвенно критикуя османское владычество на арабском Ближнем Востоке. Он также оказал влияние на внедрение французского романтизма в культуру арабского мира, особенно в рамках использования его элементов в своей поэтической прозе и прозаической поэзии; его произведения в этих жанрах, согласно мнению Сальмы Хадры Джайюси и Шмуэля Море, были первыми подобными в арабской литературе. Его формы мышления и чувствования и способы их выражения имели длительное влияние на современную арабскую мысль и на махджарских поэтов (то есть поэтов арабской диаспоры за рубежом).